# Роман Руслі
Роман Руслі (22 вересня 1993 , Ноєнкірх, Люцерн ) — швейцарський веслувальник, бронзовий призер Олімпійських ігор 2024 року, дворазовий чемпіон світу та Європи.

## Виступи на Олімпіадах
| Олімпіада            | Дисципліна     | Місце |
| -------------------- | -------------- | ----- |
| Ріо-де-Жайнейро 2016 | парні четвірки | 7     |
| Токіо 2020           | парні двійки   | 5     |
| Париж 2024           | двійки         | 3     |